# Incursione di Brandeburgo
Con incursione di Brandeburgo si fa riferimento a una serie di razzie compiute dal Granducato di Lituania e dal Regno di Polonia ai danni della marca di Brandeburgo nel febbraio-marzo 1326. Con l'approvazione e l'incoraggiamento papale, il re Ladislao I di Polonia si alleò con il granduca lituano Gediminas e insieme organizzarono un'incursione contro Ludovico il Bavaro. La motivazione era triplice: papa Giovanni XXII si opponeva alle ambizioni di Ludovico di diventare imperatore del Sacro Romano Impero, il re Ladislao considerava il Brandeburgo orientale parte del territorio polacco e i lituani cercavano di guadagnarsi del bottino. I Cavalieri teutonici, sotto la pressione del papa, osservarono i trattati di pace da loro sottoscritti con Polonia e Lituania e non interferirono. L'irruzione dell'esercito polacco-lituano nel Brandeburgo durò circa un mese, e giunse fino a Francoforte e Berlino, facendo 6 000 prigionieri.

## Contesto storico
Dopo la morte di Enrico VII, imperatore del Sacro Romano Impero, nell'agosto del 1313, scoppiò una guerra tra i cugini Ludovico il Bavaro e Federico il Bello per la corona imperiale. L'ambizioso papa Giovanni XXII si elevò a giudice e arbitro ultimo del conflitto; quando Ludovico ignorò i decreti emessi dalla Santa Sede e assunse la piena autorità imperiale, il pontefice lo scomunicò e radunò la nobiltà europea contro di lui.
La marca di Brandeburgo era storicamente governata dagli Ascanidi. L'estinzione della casata, avvenuta in seguito alla morte di Valdemaro nel 1319 e di Enrico nel 1320, portò a una confusa crisi di successione: Ludovico considerò vacante il margraviato e nel 1323, dopo aver vinto la battaglia di Mühldorf, nominò suo figlio, anch'egli chiamato Ludovico, margravio di Brandeburgo con il nome di Ludovico V. Ciò creò un confine comune tra i possedimenti di Ludovico V e il re polacco Ladislao I, i quali si contendevano l'influenza nel Ducato di Slesia. I polacchi consideravano loro possedimento anche la Terra di Lebus, che era incorporata nel Brandeburgo orientale. Il confine comune contribuì a rinfocolare il contrasto tra la Polonia e il Brandeburgo, che il papa alimentò per convincere Ladislao ad attaccare il Brandeburgo.
Alla fine del 1324 o all'inizio del 1325, Gediminas di Lituania concluse un'alleanza militare con la Polonia diretta principalmente contro i Cavalieri teutonici, un ordine crociato militare impegnato nell'Europa orientale. L'alleanza fu cementata dal matrimonio di Aldona, figlia di Gediminas, e Casimiro III, figlio di Ladislao. Nel 1322 Gediminas inviò una lettera a papa Giovanni XXII nella quale espresse una vaga promessa di convertirsi al cristianesimo. Vedendo un potenziale nuovo alleato, il pontefice inviò una delegazione in Lituania e costrinse, con la minaccia della scomunica, i Cavalieri teutonici, che sostenevano Ludovico V, a fare pace con Gediminas nell'agosto 1324. La pace rimase in vigore per quattro anni fino al 1328.

## L'incursione
Il 7 febbraio 1326, con l'aiuto di legati pontifici, Ladislao I concluse un armistizio a Łęczyca con i Cavalieri teutonici e tre duchi masoviani che garantirono un passaggio sicuro alle truppe lituane attraverso la Prussia e la Masovia mentre erano al «servizio polacco». La tregua doveva durare fino al Natale del 1326 e, secondo il cronista Detmar von Lübeck, i legati papali accompagnarono persino l'esercito per assicurarsi che i Cavalieri osservassero l'armistizio. Il 10 febbraio 1326, Davide di Hrodna guidò 1200 lituani a unirsi alle forze polacche. L'esercito congiunto saccheggiò e imperversò a Francoforte, Berlino e i territori circostanti. In seguito, i pagani raggiunsero l'Europa centrale e colpirono il Sacro Romano Impero, sconvolgendo i sovrani occidentali e agendo praticamente indisturbati tra chiese e monasteri per circa un mese. Secondo quanto riportato, presero 6 000 prigionieri come schiavi e molto bottino. Il bottino si rivelò abbastanza grande da consentire nel 1329 al duca samogita Margiris di pagare 20 000 fiorini al re Giovanni I di Boemia quando fece irruzione a Medvėgalis. Le cronache tedesche, tra cui quella di Nikolaus von Jeroschin, descrivono vividamente le atrocità commesse dagli invasori, sconvolgendosi particolarmente per il fatto che i baltici non mostravano alcun rispetto per i simboli e le istituzioni cristiane. Le fonti riferiscono che, sconvolto dalla crudeltà lituana, il nobile masuriano Andrea Gost tese un'imboscata e uccise Davide di Hrodna prima che facessero ritorno in Lituania.

## Conseguenze
Sebbene l'incursione sia stata una campagna militare riuscita e abbia portato un grande bottino, non si tramutò in un successo politico, poiché contribuì ulteriormente all'inimicizia tra la Polonia e lo Stato monastico, tensione che sarebbe presto sfociata nella guerra polacco-teutonica (1326-1332). I Piast di Slesia si rivoltarono contro la Polonia e riconobbero la sovranità del re Giovanni I di Boemia. L'alleanza tra il papa e i lituani pagani, soggetti alla crociata lituana, scandalizzò i governanti occidentali e danneggiò la reputazione del papa, a tal punto che nel 1328 Ludovico riuscì a insediare l'antipapa Niccolò V. L'alleanza polacco-lituana, sopravvissuta fino al 1331, rovinò le ottime relazioni di Vilnius con il Ducato di Masovia, che oscillava tra Polonia, Lituania e Cavalieri Teutonici nel tentativo di mantenere la propria indipendenza. Le speranze di Gediminas di creare un'alleanza polacco-lituano-ungherese contro l'alleanza teutonico-boema non si concretizzarono mai; al contrario, l'incursione incoraggiò Giovanni di Boemia a unirsi alla crociata lituana e ad assediare Medvėgalis nel 1329.